# Пятое правило волшебника
Пя́тое пра́вило волше́бника, или Дух огня́ (англ. Soul of the Fire) — роман Терри Гудкайнда в стиле фэнтези. Пятый в цикле «Меч Истины». Оригинал вышел в 1999 году в издательстве Tor Books. Русское издание выпущено издательством АСТ в серии «Век Дракона» в 2000 году. В 2014 году книга была переиздана в новой серии «Легенда об Искателе» под названием «Дух огня».

## Пятое правило
Пятое правило волшебника гласит:

«Учитывай то, что люди делают, а не только то, что говорят, ибо деяниями выявляется ложь».

## Сюжет
Ричард и Кэлен женятся в племени Тины. Вскоре после свадьбы происходит несколько странных несчастных случаев и смертей, и Ричард решает, что Кэлен, спасая его, разбудила шимов — духов, цель которых — уничтожить магию. Зедд посылает Ричарда и Кэлен в столицу Срединных земель Эйдиндрил, чтобы разбить специальную бутылку, которая содержит заклинания против шимов. Однако по пути они решают пойти в государство Андерит, владеющее чрезвычайно мощным оружием Домини Диртх, способным переломить ход войны. Они отправили за бутылкой Морд-Сит Кару. Ричард опасается, что правительство Андерита предпочтёт сдаться Имперскому Ордену, а не Д’Харе. Он решает убедить народ Андерита выбрать свободу.
В Андерит прибывает посол Императора Джеганя и просит андерцев присоединиться к Ордену. В это время Ричард, Кэлен, Бака-тау-мана под возглавлением Дю Шайю и тысячей д`харианских солдат идут в страну, чтобы предложить Андериту присоединиться к империи. В поместье министра Культуры развивается своя линия, которая вертится вокруг неприметного хакенца Несана. Тот с детства мечтает стать Искателем Истины и по стечению обстоятельств становится из поварёнка гонцом помощника министра Культуры Далтона Кэмпбела. После одного из поручения — убийства Клодины Уинтроп — был вынужден бежать из страны. Вместе со своим другом Морли они отправляются в Эйдиндрил и проникают в Анклав Первого Волшебника (магические щиты исчезают из-за магии шимов). В Анклаве их находит Кара. Несан и Морли пытаются выкрасть Меч Истины, чтобы доказать в Андерите свою невиновность в некоторых других преступлениях, в которых их обвинили совместно с убийством Уинтроп. Кара убивает Морли, попытавшегося убить её, и начинает погоню за Несаном. Настигает его она у поста на границе Андерита, рядом с Домини Диртх. Данным постом командует Беата, возлюбленная Несана, ставшая жертвой Бертрана Шанбора в начале книги (изнасиловал Беату вместе со Стейном, и та ушла служить в армию). В этот момент «особые андерские части» — на поверку — имперские силы — захватывают Домини Диртх. Несана убивают ударом булавы по голове, а Кара спасает Беату и одну из её подчинённых. Сама же она отправляется в погоню за одним из имперцев, который повёз Меч Истины Стейну. В дороге Кару захватывают в плен.
Ричард и Кэлен тем временем пытаются привлечь народ Андерита на сторону Д`Хары, однако министр Культуры и его помощник (которые поддерживают Орден) всячески этому препятствуют. В результате голосования народ отказался от Рала и принял сторону Джеганя. Параллельно с этим Зедд, прибывший в Андерит на неделю-две раньше, и нашедший место, где были запечатаны шимы, пытается помочь внуку в образе ворона (Зедд пожертвовал душой ради ослабления шимов и его дух вселился в ворона). Выкрав дневник Йозефа Андера, он отнёс его Ричарду. Магистр Рал нашёл место, где были спрятаны шимы и откуда была взята порода для Домини Диртх, а также разгадал тайну Андера и отправился на пустошь над долиной Нариф, где призвал в мир живых дух Йозефа Андера и отдал того шимам вместо своей души. Шимы ушли. Перед этим Ричард обрушил гору, и ядовитая вода озера отравила все реки Андерита. Вернувшаяся магия позволила Зедду вернуться в своё тело, а эйджил Кары заработал вновь. Вырвавшись из плена, она поспешила к Ричарду. В это время Кэлен, накануне избитая до смерти людьми Кэмпбела, борется за жизнь в доме мужа Клодины Эдвина Уинтропа (которую убили те же люди, что и пытались убить Кэлен). Уже собираясь покидать Андерит, Ричард, Кара, д`харианцы и люди Уинтропа встречают Далтона Кэмпбела, который признаётся, что это он послал людей убить Кэлен и принёс плед для неё, мотивируя раскаяние тем, что он, его жена, Суверен Шанбор и его жена больны неизлечимой венерической болезнью. Уходя из Андерита, Ричард узнаёт, что Домини Диртх рассыпались в прах, когда он отдал шимам душу Андера и отправил их тем самым в Подземный мир. На обратном пути Кэлен очнулась и пожаловалась на холод. Ричард взял плед, принесённый Кэмпбелом, и обнаруживает в нём Меч Истины.

## Персонажи книги
- Ричард Рал — лорд Рал, правитель Д’Харианской империи, Искатель Истины, боевой чародей
- Кэлен Амнелл — Мать-Исповедница, жена Ричарда
- Кара — негласный лидер Морд-Сит, личный телохранитель лорда Рала
- Зеддикус Зул Зорандер — дед Ричарда, волшебник первого ранга
- Император Джегань — сноходец
- Энн — бывшая аббатиса сестёр Света
- Птичий человек — вождь племени Тины
- Дю Шайю — лидер племени Бака-бан-мана, считает себя женой Ричарда
- Сестра Алессандра — сестра Тьмы
- Несан — работник на кухне премьер-министра, позднее посыльный Далтона Кэмпбелла
- Морли — работник на кухне премьер-министра, друг Несана
- Далтон Кэмпбелл — помощник премьер-министра Шанбора, позднее премьер-министр Андерита
- Тереза Кэмпбелл — жена Далтона
- Стейн — посол Джеганя в Андерите
- Бертран Шанбор — премьер-министр Андерита, позднее Суверен Андерита
- Хильдемара Шанбор — жена Бертрана
- Ниссел — целительница племени Тины